# Districte electoral de Sant Feliu de Llobregat
El districte de Sant Feliu fou una circumscripció electoral del Congrés dels Diputats utilitzada en les eleccions generals espanyoles entre 1871 i 1923. Es tractava d'un districte uninominal, ja que només era representat per un sol diputat.

## Àmbit geogràfic
L'any 1871, el districte comprenia els municipis de Castellbisbal, El Papiol, Esplugues de Llobregat, Les Corts de Sarrià, L'Hospitalet de Llobregat, Martorell, Rubí, Sant Andreu de la Barca, Sant Feliu de Llobregat, Sant Gervasi de Cassoles, Sant Joan Despí, Sant Just Desvern, Sant Vicenç dels Horts, Santa Creu d'Olorda, Sants i Sarrià.
L'any 1887, amb la creació del districte de Sabadell, els municipis de Castellbisbal i Rubí es van incorporar al districte de Terrassa, de manera que el districte de Sant Feliu va quedar partit en dues parts sense continuïtat geogràfica.
L'any 1898 els municipis de les Corts de Sarrià, Sant Gervasi de Cassoles, Sants i Sarrià van ser agregats a Barcelona i van passar a formar part del seu districte.
Entre 1899 i 1923, Cornellà de Llobregat ja estava incorporat al districte (abans pertanyia a Vilanova), així com Abrera, Cabrera d'Igualada, Castellví de Rosanes, Esparreguera, Gelida, Piera, Sant Esteve Sesrovires i Sant Llorenç d'Hortons; que pertanyien a Vilafranca.

## Diputats electes
| Elecció | Elecció        | Diputat                         | Partit/Ideologia                    |
| ------- | -------------- | ------------------------------- | ----------------------------------- |
|         | 1871           | Adolf Joarizti i Lasarte        | Partit Republicà Democràtic Federal |
|         | 1871 (parcial) | Francesc Soler i Matas          | Sense dades                         |
|         | Abril 1872     | Joan Martí i Torres             | Partit Republicà Democràtic Federal |
|         | Agost 1872     | Josep Rubau Donadeu i Corcellés | Partit Republicà Democràtic Federal |
|         | 1876           | Antoni Sedó Pàmies              | Conservador                         |
|         | 1881           | Miquel Elías i Marchal          | Liberal                             |
|         | 1883 (parcial) | Josep Ramoneda i Nonés          | Liberal                             |
|         | 1884           | Antoni Sedó Pàmies              | Conservador                         |
|         | 1886           | Josep Ramoneda i Nonés          | Liberal                             |
|         | 1891           | Josep Comas i Masferrer         | Liberal                             |
|         | 1893           | Joan Martí i Torres             | Republicà federal                   |
|         | 1896           | Josep Maria Cornet i Mas        | Conservador                         |
|         | 1898           | Josep Roig i Bergadà            | Liberal                             |
|         | 1899           | Lluís Sedó i Guichard           | Conservador                         |
|         | 1901           | Josep Roig i Bergadà            | Liberal                             |
|         | 1903 (parcial) | Josep Lletget Sardà             | Republicà                           |
|         | 1905           | Josep Roig i Bergadà            | Liberal                             |
|         | 1907           | Laureà Miró i Trepat            | Republicà solidari                  |
|         | 1916           | Antoni Jansana i Llopart        | Lliga Regionalista                  |
|         | 1918           | Antoni Miracle i Mercader       | Lliga Regionalista                  |

## Resultats electorals

### Dècada de 1920
| Eleccions generals del 29/04/1923 |                        |                           |        |      |
| Partit/Ideologia                  | Partit/Ideologia       | Candidat                  | Vots   | %    |
|                                   | Lliga Regionalista     | Antoni Miracle i Mercader | 4.381  | 53,8 |
|                                   | Liberal                | Pedro Álvarez Gonzalvo    | 3.588  | 44,0 |
|                                   | Nacionalista republicà | Antoni Serra i Cañameras  | 76     | 0,9  |
|                                   | Altres                 | Altres                    | 104    | 1,3  |
| Total                             | Total                  | Total                     | 8.149  | 100  |
| Cens/participació                 | Cens/participació      | Cens/participació         | 13.727 | 59,4 |

| Eleccions generals del 19/12/1920 |                          |                           |        |      |
| Partit/Ideologia                  | Partit/Ideologia         | Candidat                  | Vots   | %    |
|                                   | Lliga Regionalista       | Antoni Miracle i Mercader | 4.671  | 86,1 |
|                                   | Partit Republicà Radical | Josep Martí i Feced       | 695    | 12,8 |
|                                   | Altres                   | Altres                    | 56     | 1,0  |
| Total                             | Total                    | Total                     | 5.422  | 100  |
| Cens/participació                 | Cens/participació        | Cens/participació         | 13.086 | 41,4 |

### Dècada de 1910
| Eleccions generals del 01/06/1919 |                                |                           |        |      |
| Partit/Ideologia                  | Partit/Ideologia               | Candidat                  | Vots   | %    |
|                                   | Lliga Regionalista             | Antoni Miracle i Mercader | 4.363  | 64,9 |
|                                   | Unió de l'Esquerra Republicana | Pedro Álvarez Gonzalvo    | 2.306  | 34,3 |
|                                   | Altres                         | Altres                    | 55     | 0,8  |
| Total                             | Total                          | Total                     | 6.724  | 100  |
| Cens/participació                 | Cens/participació              | Cens/participació         | 12.397 | 54,2 |

| Eleccions generals del 24/02/1918 |                      |                             |        |      |
| Partit/Ideologia                  | Partit/Ideologia     | Candidat                    | Vots   | %    |
|                                   | Lliga Regionalista   | Antoni Miracle i Mercader   | 4.435  | 51,7 |
|                                   | Coalició d'esquerres | Lluís de Zulueta i Escolano | 4.090  | 47,7 |
| Vots en blanc                     | Vots en blanc        | Vots en blanc               | 38     | 0,4  |
| Vots nuls                         | Vots nuls            | Vots nuls                   | 19     | 0,2  |
| Total                             | Total                | Total                       | 8.582  | 100  |
| Cens/participació                 | Cens/participació    | Cens/participació           | 12.961 | 66,2 |

| Eleccions generals del 09/04/1916 |                        |                          |        |      |
| Partit/Ideologia                  | Partit/Ideologia       | Candidat                 | Vots   | %    |
|                                   | Lliga Regionalista     | Antoni Jansana i Llopart | 4.033  | 51,9 |
|                                   | Reformista independent | Joan Miró i Trepat       | 3.643  | 46,9 |
|                                   | Altres                 | Altres                   | 90     | 1,2  |
| Total                             | Total                  | Total                    | 7.766  | 100  |
| Cens/participació                 | Cens/participació      | Cens/participació        | 12.281 | 63,2 |

| Eleccions generals del 08/03/1914 |                             |                       |        |      |
| Partit/Ideologia                  | Partit/Ideologia            | Candidat              | Vots   | %    |
|                                   | Reformista                  | Laureà Miró i Trepat  | 3.585  | 47,5 |
|                                   | Lliga Regionalista          | Antoni Par i Tusquets | 2.962  | 39,2 |
|                                   | Coalició republicana (UFNR) | Pere Salisachs i Jané | 969    | 12,8 |
| Vots en blanc                     | Vots en blanc               | Vots en blanc         | 29     | 0,4  |
| Vots nuls                         | Vots nuls                   | Vots nuls             | 4      | 0,1  |
| Total                             | Total                       | Total                 | 7.549  | 100  |
| Cens/participació                 | Cens/participació           | Cens/participació     | 12.130 | 62,2 |

| Eleccions generals del 08/05/1910 |                                       |                          |        |      |
| Partit/Ideologia                  | Partit/Ideologia                      | Candidat                 | Vots   | %    |
|                                   | Unió Federal Nacionalista Republicana | Laureà Miró i Trepat     | 4.337  | 51,7 |
|                                   | Lliga Regionalista                    | Antoni Jansana i Llopart | 3.071  | 36,6 |
|                                   | Partit Republicà Radical              | Joan Pich i Pon          | 885    | 10,5 |
|                                   | Altres                                | Altres                   | 96     | 1,1  |
| Total                             | Total                                 | Total                    | 8.389  | 100  |
| Cens/participació                 | Cens/participació                     | Cens/participació        | 11.777 | 71,2 |

### Dècada de 1900
| Eleccions generals del 21/04/1907 |                            |                       |        |      |
| Partit/Ideologia                  | Partit/Ideologia           | Candidat              | Vots   | %    |
|                                   | Republicà solidari         | Laureà Miró i Trepat  | 5.011  | 97,7 |
|                                   | Republicà anti-solidari    | Joan Pich i Pon       | 0      | 0,0  |
|                                   | Republicà federal solidari | Ramon Roig i Armengol | 0      | 0,0  |
|                                   | Altres                     | Altres                | 118    | 2,3  |
| Total                             | Total                      | Total                 | 5.129  | 100  |
| Cens/participació                 | Cens/participació          | Cens/participació     | 10.499 | 48,9 |

| Eleccions generals del 10/11/1905 |                    |                      |        |      |
| Partit/Ideologia                  | Partit/Ideologia   | Candidat             | Vots   | %    |
|                                   | Liberal            | Josep Roig i Bergadà | 2.926  | 52,1 |
|                                   | Lliga Regionalista | Josep Lletget Sardà  | 2.683  | 47,8 |
|                                   | Altres             | Altres               | 8      | 0,1  |
| Total                             | Total              | Total                | 5.617  | 100  |
| Cens/participació                 | Cens/participació  | Cens/participació    | 10.385 | 54,1 |

| Elecció parcial del 26/05/1903 |                     |                          |        |      |
| Partit/Ideologia               | Partit/Ideologia    | Candidat                 | Vots   | %    |
|                                | Republicà           | Josep Lletget Sardà      | 2.774  | 51,6 |
|                                | Liberal canalejista | Josep Roig i Bergadà     | 2.503  | 46,6 |
|                                | Republicà federal   | Eugenio Demetrio Danyans | 81     | 1,5  |
|                                | Altres              | Altres                   | 17     | 0,3  |
| Total                          | Total               | Total                    | 5.375  | 100  |
| Cens/participació              | Cens/participació   | Cens/participació        | 10.034 | 53,6 |

| Eleccions generals del 19/05/1901 |                   |                        |        |      |
| Partit/Ideologia                  | Partit/Ideologia  | Candidat               | Vots   | %    |
|                                   | Liberal           | Josep Roig i Bergadà   | 2.697  | 58,3 |
|                                   | Republicà         | Odón de Buen y del Cos | 1.913  | 41,4 |
|                                   | Altres            | Altres                 | 14     | 0,3  |
| Total                             | Total             | Total                  | 4.624  | 100  |
| Cens/participació                 | Cens/participació | Cens/participació      | 10.138 | 45,6 |

### Dècada de 1890
| Eleccions generals del 16/04/1899 |                   |                       |       |      |
| Partit/Ideologia                  | Partit/Ideologia  | Candidat              | Vots  | %    |
|                                   | Conservador       | Lluís Sedó i Guichard | 2.324 | 41,0 |
|                                   | Altres            | Altres                | 3.351 | 59,0 |
| Total                             | Total             | Total                 | 5.675 | 100  |
| Cens/participació                 | Cens/participació | Cens/participació     | 9.962 | 57,0 |

| Eleccions generals del 27/03/1898 |                   |                      |        |      |
| Partit/Ideologia                  | Partit/Ideologia  | Candidat             | Vots   | %    |
|                                   | Liberal           | Josep Roig i Bergadà | 4.026  | 81,8 |
|                                   | Altres            | Altres               | 896    | 18,2 |
| Total                             | Total             | Total                | 4.922  | 100  |
| Cens/participació                 | Cens/participació | Cens/participació    | 13.160 | 37,4 |

| Eleccions generals del 12/04/1896 |                   |                          |        |      |
| Partit/Ideologia                  | Partit/Ideologia  | Candidat                 | Vots   | %    |
|                                   | Conservador       | Josep Maria Cornet i Mas | 4.455  | 88,6 |
|                                   | Altres            | Altres                   | 576    | 11,4 |
| Total                             | Total             | Total                    | 5.031  | 100  |
| Cens/participació                 | Cens/participació | Cens/participació        | 14.122 | 35,6 |

| Eleccions generals del 05/03/1893 |                   |                     |        |      |
| Partit/Ideologia                  | Partit/Ideologia  | Candidat            | Vots   | %    |
|                                   | Republicà federal | Joan Martí i Torres | 2.816  | 47,6 |
|                                   | Altres            | Altres              | 3.105  | 52,4 |
| Total                             | Total             | Total               | 5.921  | 100  |
| Cens/participació                 | Cens/participació | Cens/participació   | 12.805 | 46,2 |

| Eleccions generals del 01/02/1891 |                   |                         |        |      |
| Partit/Ideologia                  | Partit/Ideologia  | Candidat                | Vots   | %    |
|                                   | Liberal           | Josep Comas i Masferrer | 3.473  | 49,7 |
|                                   | Altres            | Altres                  | 3.513  | 50,3 |
| Total                             | Total             | Total                   | 6.986  | 100  |
| Cens/participació                 | Cens/participació | Cens/participació       | 13.117 | 53,3 |

### Dècada de 1880
| Eleccions generals del 04/04/1886 |                  |                        |       |      |
| Partit/Ideologia                  | Partit/Ideologia | Candidat               | Vots  | %    |
|                                   | Liberal          | Josep Ramoneda i Nonés | 634   | 62,0 |
|                                   | Altres           | Altres                 | 388   | 38,0 |
| Total                             | Total            | Total                  | 1.022 | 100  |

| Eleccions generals del 27/04/1884 |                  |                    |       |      |
| Partit/Ideologia                  | Partit/Ideologia | Candidat           | Vots  | %    |
|                                   | Conservador      | Antoni Sedó Pàmies | 769   | 72,2 |
|                                   | Altres           | Altres             | 296   | 27,8 |
| Total                             | Total            | Total              | 1.065 | 100  |

| Elecció parcial del 01/04/1883 |                  |                        |       |      |
| Partit/Ideologia               | Partit/Ideologia | Candidat               | Vots  | %    |
|                                | Liberal          | Josep Ramoneda i Nonés | 787   | 64,7 |
|                                | Altres           | Altres                 | 429   | 35,3 |
| Total                          | Total            | Total                  | 1.216 | 100  |

| Eleccions generals del 20/08/1881 |                  |                        |       |      |
| Partit/Ideologia                  | Partit/Ideologia | Candidat               | Vots  | %    |
|                                   | Liberal          | Miquel Elías i Marchal | 376   | 36,4 |
|                                   | Altres           | Altres                 | 656   | 63,6 |
| Total                             | Total            | Total                  | 1.032 | 100  |

### Dècada de 1870
| Eleccions generals del 20/04/1879 |                  |                    |       |      |
| Partit/Ideologia                  | Partit/Ideologia | Candidat           | Vots  | %    |
|                                   | Conservador      | Antoni Sedó Pàmies | 1.050 | 88,6 |
|                                   | Altres           | Altres             | 135   | 11,4 |
| Total                             | Total            | Total              | 1.185 | 100  |

| Eleccions generals del 20/01/1876 |                  |                    |       |      |
| Partit/Ideologia                  | Partit/Ideologia | Candidat           | Vots  | %    |
|                                   | Conservador      | Antoni Sedó Pàmies | 7.238 | 93,7 |
|                                   | Altres           | Altres             | 490   | 6,3  |
| Total                             | Total            | Total              | 7.728 | 100  |

| Eleccions generals del 10/05/1873 |                                     |                                 |       |      |
| Partit/Ideologia                  | Partit/Ideologia                    | Candidat                        | Vots  | %    |
|                                   | Partit Republicà Democràtic Federal | Josep Rubau Donadeu i Corcellés | 4.403 | 57,3 |
|                                   | Altres                              | Altres                          | 3.275 | 42,7 |
| Total                             | Total                               | Total                           | 7.678 | 100  |

| Eleccions generals del 24/08/1872 |                                     |                                 |       |      |
| Partit/Ideologia                  | Partit/Ideologia                    | Candidat                        | Vots  | %    |
|                                   | Partit Republicà Democràtic Federal | Josep Rubau Donadeu i Corcellés | 1.549 | 50,0 |
|                                   | Altres                              | Altres                          | 1.549 | 50,0 |
| Total                             | Total                               | Total                           | 3.098 | 100  |

| Eleccions generals del 03/04/1872 |                                     |                     |       |      |
| Partit/Ideologia                  | Partit/Ideologia                    | Candidat            | Vots  | %    |
|                                   | Partit Republicà Democràtic Federal | Joan Martí i Torres | 2.874 | 75,6 |
|                                   | Altres                              | Altres              | 929   | 24,4 |
| Total                             | Total                               | Total               | 3.803 | 100  |

| Elecció parcial del 16/08/1871 |                  |                        |       |      |
| Partit/Ideologia               | Partit/Ideologia | Candidat               | Vots  | %    |
|                                | Sense dades      | Francesc Soler i Matas | 1.931 | 52,9 |
|                                | Altres           | Altres                 | 1.716 | 47,1 |
| Total                          | Total            | Total                  | 3.647 | 100  |

| Eleccions generals del 08/03/1871 |                                     |                          |       |      |
| Partit/Ideologia                  | Partit/Ideologia                    | Candidat                 | Vots  | %    |
|                                   | Partit Republicà Democràtic Federal | Adolf Joarizti i Lasarte | 3.543 | 59,3 |
|                                   | Altres                              | Altres                   | 2.433 | 40,7 |
| Total                             | Total                               | Total                    | 5.976 | 100  |